# Sanguszko Fedkowicz
Sanguszko Fedkowicz (zm. między 1454 a 1463) – książę litewski na Wołyniu (Ratno) z dynastii Giedyminowiczów, protoplasta rodu Sanguszków.

## Życiorys
Urodził się jako najmłodszy syn księcia ratneńskiego Fiodora Olgierdowica i jego drugiej żony (może noszącej imię Olga) pod koniec XIV w., w źródłach pojawia się dopiero przy okazji objęcia litewskiego tronu wielkoksiążęcego przez Zygmunta w 1432. Stronnik Świdrygiełły, w związku z tym poparciem utracił w latach 30. XV w. Ratno, Luboml, Wietły. Chcąc je odzyskać, najechał te dobra, w następstwie czego utracił też decyzją królewską w 1441 dobra koszyrskie. Ułożywszy się z nowym wielkim księciem Kazimierzem wszedł ponownie w posiadanie powyższych dóbr, poza którymi dysponował też dobrami kowelskimi. Po raz ostatni poświadczony jako żyjący w dokumencie swojego bratanka Siemiona Kobryńskiego. Żoną księcia byłą Hanną, miał co najmniej czwórkę dzieci, synów: Wasyla (dzierżawcę bracławskiego, zmarłego w 1443 lub później), Aleksandra (zmarłego przed 1491, protoplastę linii koszyrskiej), Michała (zmarłego po 1511, protoplastę linii kowelskiej) oraz Iwana.